# OpenFlow
OpenFlow je komunikacijski protokol koji daje pristup mehanizmima prosljeđivanja (engleski: forwarding plane) mrežnih paketa; mrežnih preklopnika ili usmjerivača preko mreže.
OpenFlow omogućuje mrežnim kontrolerima određivanje putanje mrežnih paketa kroz mrežu preklopnika. Kontroleri se razlikuju od preklopnika. Ovo odvajanje kontrole od prosljeđivanja omogućuje sofisticiranije upravljanje prometom nego što je to moguće korištenjem popisa kontrole pristupa (ACL) i protokola usmjeravanja. Također, OpenFlow omogućuje daljinsko upravljanje preklopnicima različitih proizvođača – često svaki sa svojim vlastitim vlasničkim sučeljima i skriptnim jezicima – pomoću jednog, otvorenog protokola. 
OpenFlow se smatra pokretačem softverski definiranog umrežavanja (SDN).
OpenFlow omogućuje udaljenu administraciju tablica prosljeđivanja paketa preklopnika na OSI sloju tri (OSI 3), dodavanjem, modificiranjem i uklanjanjem pravila i radnji za podudaranje paketa. Na taj način kontroler može povremeno ili ad hoc donositi odluke o usmjeravanju i prevesti ih u pravila i radnje s podesivim životnim vijekom, koji se zatim raspoređuju u tablicu toka preklopnika, ostavljajući stvarno prosljeđivanje podudarnih paketa preklopniku, koje će se tada odraditi hardverskom brzinom (tzv. brzinom žice).
Protokol OpenFlow koristi Transmission Control Protocol (TCP) i propisuje korištenje Transport Layer Security-a (TLS). OpenFlow kontroleri bi trebali koristiti TCP port 6653.